# Попелиды
Попелиды  (польск. Popielidzi) — легендарная польская династия, предположительно угасшая в IX в. Считаются первой правящей польской династией и основателями государственности Польши. Последним правителем считается Попел II, свергнутый с престола Земовитом, сыном земледельца Пяста и изгнанного за несправедливость, а после съеденного мышами.

## История
Предыстория
«Страна погрузилась в борьбу за власть. начался период междуцарствия. Тогда решили провести скачки — кто победит, тот и станет новым князем. В своеобразный финал вышли два молодых человека. Один из них быстро доскакал до финиша, в то время как лошадь второго стала биться в конвульсиях. Победил, казалось бы, первый, однако обнаружилось, что победивший не был честен и срезал круг. Мошенника казнили, а честного человека сделали князем под именем Лешко II.»

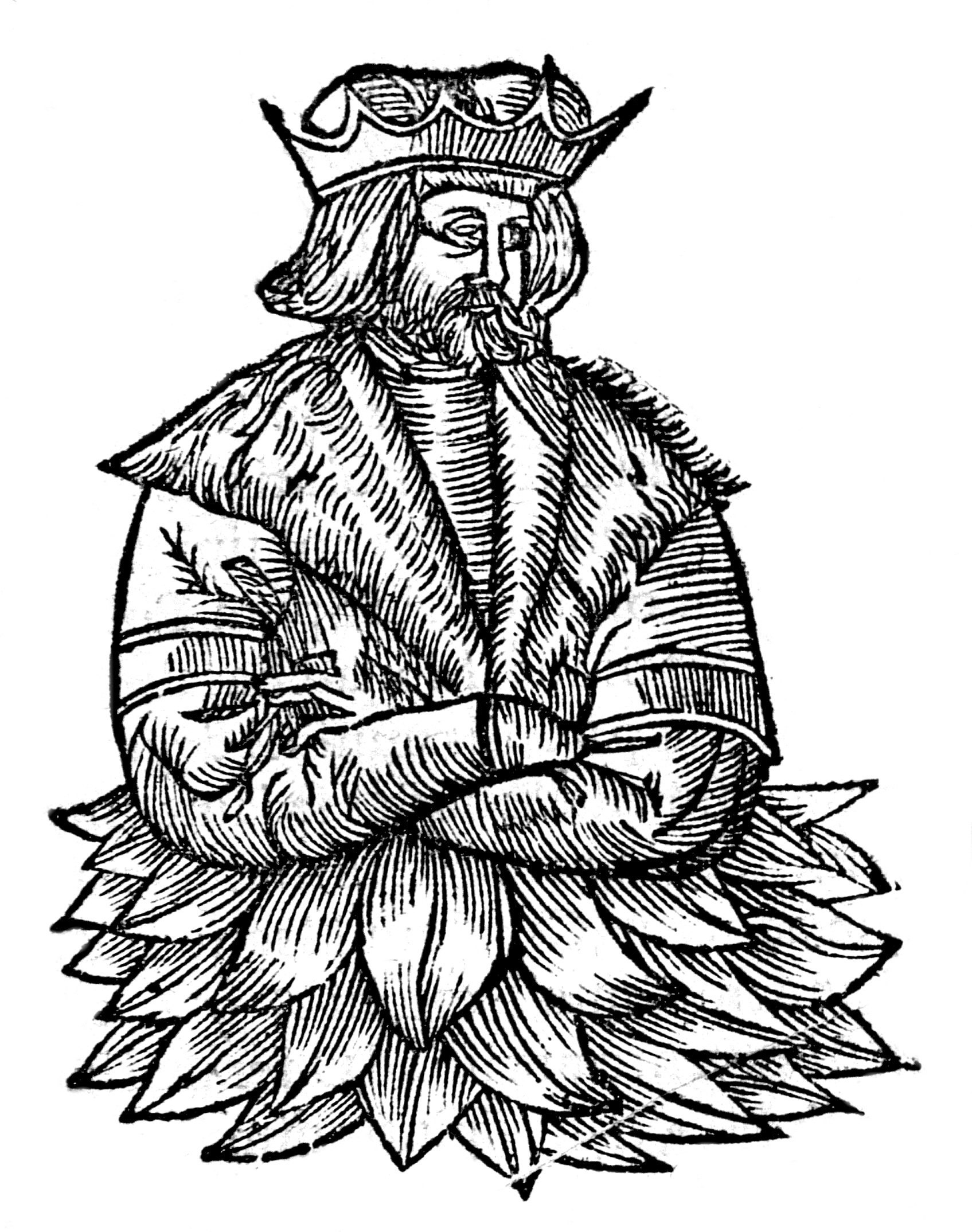
Лешко II

В то время, как историчность трёх предшественников Мешко I (Земовит, Лешек, Земомысл), по-видимому, в настоящее время принимается большинством исследователей, фигуры Попела и Пяста вызывают более широкую дискуссию.
В целом, только работа Галла Анонима из польских хроник заслуживает доверия в отношении времени до царствования Мешко I, хотя и его рассказ также встречал сомнения некоторых ученых. Галл упоминает только одного принца, царствующего перед Пястами — Попела.
Другие представители династии «Popielid» известны из летописей Викентия Кадлубека и Яна Длугоша, что наука в основном отвергает как источники для истории предшествовавших Пястов. Некоторые исследователи в отчете Кадлубека пытаются найти воспоминания о реальных исторических событиях.

## Представители
- Лешко II (польск. Leszko II; VII век) — легендарный князь полян, один из первых польских государственных деятелей. Считается основателем династии Попелидов, отец Лешко III, дед Попела I, прадед Попела II.
- Лешко III (польск. Leszko III; VIII век) — легендарный князь полян из династии Попелидов, один из первых основателей польской государственности.
- Попел I (польск. Popiel I; IX век) — легендарный князь полян из династии Попелидов, один из первых основателей польской государственности.
- Попел II (польск. Popiel II; ум. 843) — последний легендарный князь полян из династии Попелидов, сын Попела I. Свергнут с престола.

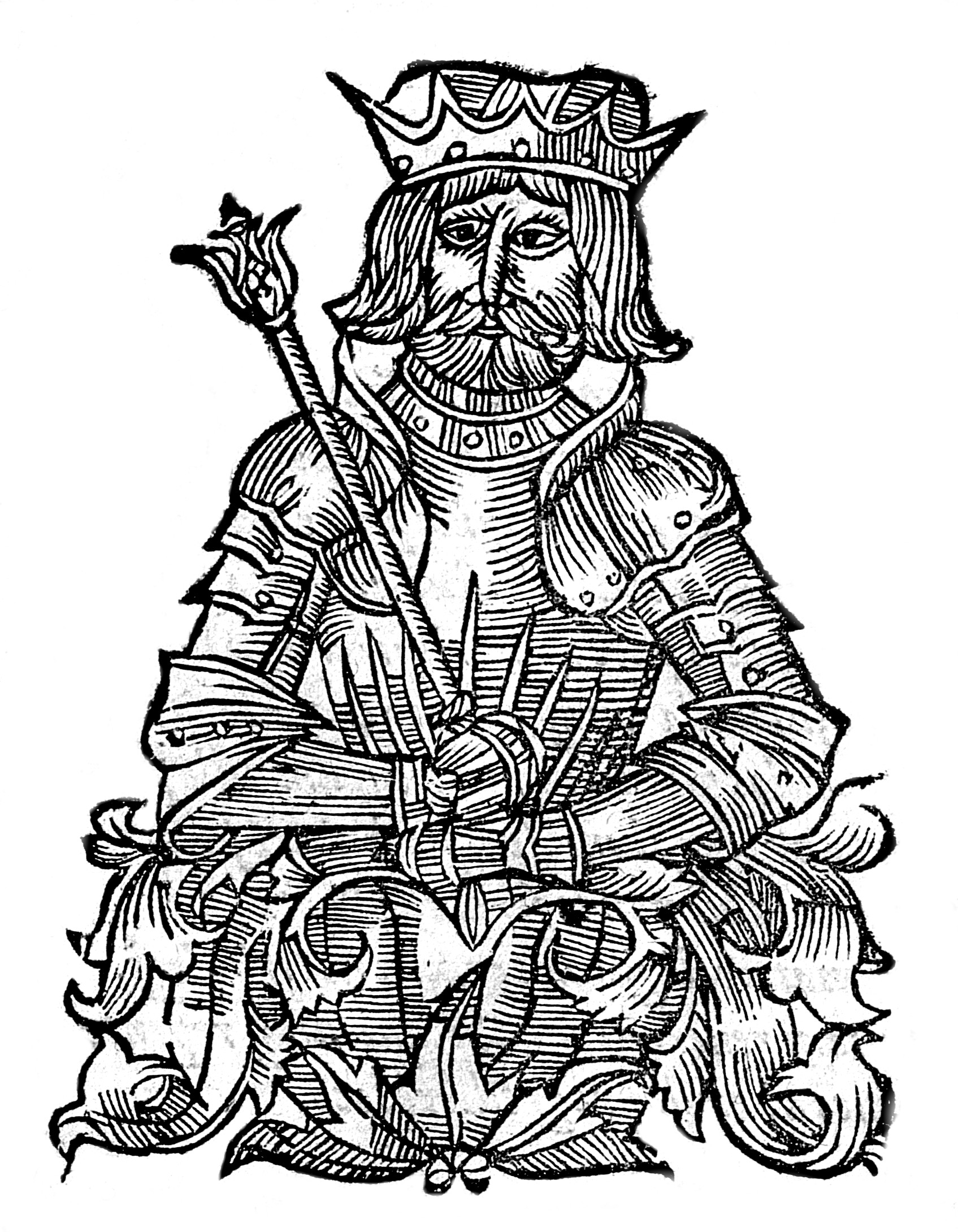
Лешко III

Лешко II, описанный Викентием Кадлубеком и Яном Длугошем, считается первым правителем из этой династии. Его сын и преемник был Лешко III, в свою очередь, сын Лешко III — Попел I. Последним правителем семьи должен был стать Попел II, сын Попела I.
Ко всему этому, Лешко III и Попел I имели 20 внебрачных детей.
По легенде сыном Попела II считается Пяст (польск. Piast) — князь и легендарный предок династии Пястов. Однако по другой легенде, Пяст был сыном бедного пахаря Котышко. У него была жена Жепиха (Репка) и сын Земовит, который сверг с престола Попела II. 

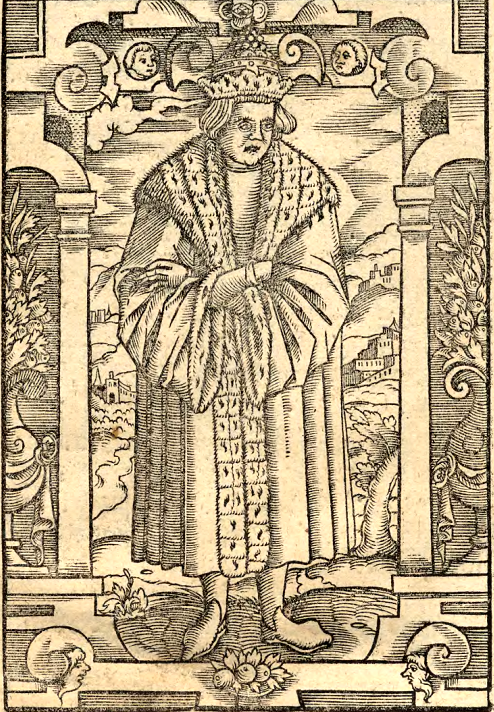
Попел I

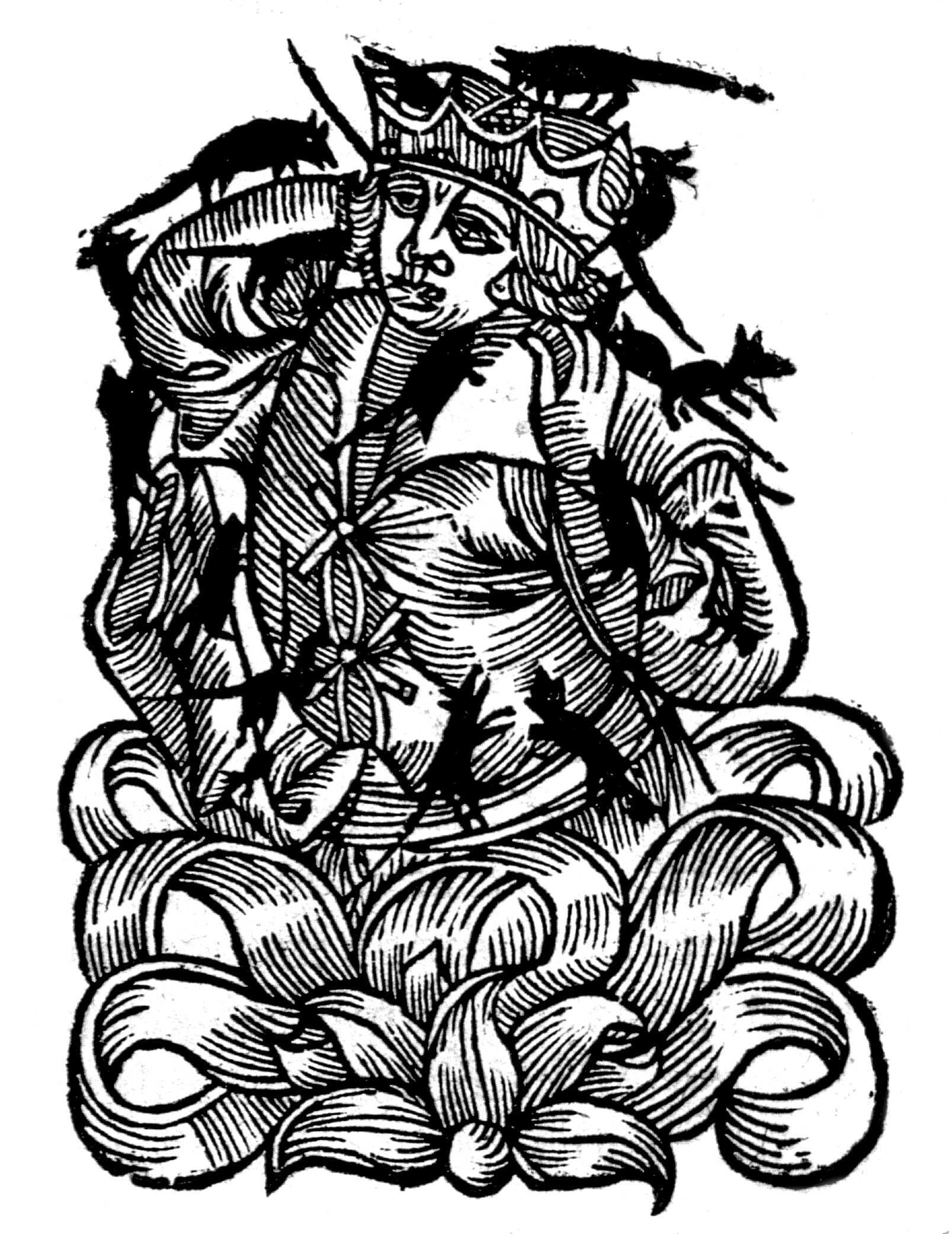
Попел II

## Этимология
Все легендарные правители до Пяста, автор XVIII века Бенедикт Хмеловский в Новых Афинах, считаются первыми польскими монархами.
Историк Феликс Конечны считает, что имя династии «Попелиды» возникло от семьи Попела.

## Генеалогия
Лешко II > Лешко III > Попель I > Попель II > Попель
```
                      > Bolesław             > Lech
                      > Wratysław
                      > Władysław
                      > Wratysław
                      > Oddon
                      > Barwin
                      > Przybysław
                      > Przemysław
                      > Jaksa
                      > Semian
                      > Siemowit
                      > Siemomysł
                      > Bogdal
                      > Spicygniew
                      > Spicymir
                      > Zbigniew
                      > Sobiesław > Arlemiusz > 
Собеские
 
                      > Wizymir
                      > Czestmir
                      > Wisław
```

## В литературе
Юзеф Игнаций Крашевский в книге Древнее сказание (1876), говорит о династии, из которой произошел Popiel (вымышленный Chwostek), как «Leszków».